# The Best of DMX
The Best of DMX – album największych przebojów rapera DMX-a. Został wydany 26 stycznia 2010 roku nakładem wytwórni muzycznych Ruff Ryders Entertainment i Def Jam Recordings.

## Lista utworów
| Nr | Tytuł                     | Producent                        | Goście                    | Czas | Z albumu                             |
| -- | ------------------------- | -------------------------------- | ------------------------- | ---- | ------------------------------------ |
| 1  | "Where the Hood At”       | Tuneheadz                        |                           | 4:46 | Grand Champ                          |
| 2  | „It’s All Good”           | Swizz Beatz                      |                           | 4:17 | Flesh of My Flesh, Blood of My Blood |
| 3  | "What These Bitches Want” | Nokio                            | Sisqo                     | 4:13 | ...And Then There Was X              |
| 4  | „Get at Me Dog”           | Dame Grease PK (współ-producent) | Sheek Louch               | 4:03 | It’s Dark and Hell Is Hot            |
| 5  | "Ruff Ryders’ Anthem”     | Swizz Beatz                      |                           | 3:34 | It’s Dark and Hell Is Hot            |
| 6  | "What’s My Name?”         | Self & Irv Gotti                 |                           | 3:52 | ...And Then There Was X              |
| 7  | "Party Up (Up In Here)”   | Swizz Beatz                      |                           | 4:28 | ...And Then There Was X              |
| 8  | „X Gon’ Give It to Ya”    | Shatek                           |                           | 3:38 | Cradle 2 The Grave / Grand Champ     |
| 9  | „We Right Here”           | Black Key                        |                           | 4:27 | The Great Depression                 |
| 10 | „How’s It Going Down”     | PK                               |                           | 4:42 | It’s Dark and Hell Is Hot            |
| 11 | „The Rain”                | DJ Scratch                       |                           | 3:27 | Grand Champ                          |
| 12 | „One More Road to Cross”  | Swizz Beatz                      |                           | 4:20 | ...And Then There Was X              |
| 13 | „Slippin’”                | DJ Shok                          |                           | 5:05 | Flesh of My Flesh, Blood of My Blood |
| 14 | „Get It on the Floor”     | Swizz Beatz                      |                           | 4:24 | Grand Champ                          |
| 15 | „Here We Go Again”        | DJ Shok                          |                           | 3:52 | ...And Then There Was X              |
| 16 | „Damien”                  | Dame Grease                      |                           | 3:42 | It’s Dark and Hell Is Hot            |
| 17 | „Stop Being Greedy”       | PK Dame Grease (współ-producent) |                           | 3:37 | It’s Dark and Hell Is Hot            |
| 18 | „Who We Be”               | Black Key                        |                           | 4:47 | The Great Depression                 |
| 19 | „Grand Finale”            |                                  | Method Man, Nas & Ja Rule | 4:38 | Belly                                |

## Notowania
| Notowanie (2010)                      | najwyższa pozycja |
| ------------------------------------- | ----------------- |
| U.S. Billboard Top R&B/Hip-Hop Albums | 67                |